# Уэйнсборо (Виргиния)
Уэйнсборо (англ. Waynesboro) — независимый город в штате Виргиния США. По данным переписи населения США 2020 года, численность населения составляла 22 196 человек.

## Население
| 2010   | 2010    | 2011    | 2012    | 2013    | 2015    | 2020    |
| ------ | ------- | ------- | ------- | ------- | ------- | ------- |
| 21 006 | ↗21 076 | ↗21 087 | ↘21 084 | ↗21 263 | ↗21 491 | ↗22 196 |